# 田沼意定
田沼 意定（たぬま おきさだ）は、江戸時代後期の大名。陸奥国下村藩4代藩主。官位は従五位下・主計頭。相良藩田沼家5代。

## 略歴
天明4年（1784年）、田沼家初代・田沼意次の甥（意次の弟・田沼意誠の子）田沼意致の四男として誕生した。正室は稲生正方娘。
享和3年（1803年）、先代藩主・田沼意信が早世したため、その養嗣子となって跡を継いだが、翌文化元年（1804年）7月26日に後を追うように死去した。嗣子がなかったため、従父である意正（意次の四男）が養嗣子となってその跡を継いだ。

## 系譜
父母
- 田沼意致（実父）
- 田沼意信（養父）

正室
- 稲生正方の娘

養子
- 田沼意正 - 田沼意次の四男